# Kamienie
«Kamienie» (укр. «Камі́ння») — п'ятий студійний альбом польського блюз-рокового гурту Breakout виданий 1974 року.

## Перелік пісень
1. Czy zgadniesz
2. Czułość niosę tobie
3. Spiekota
4. Modlitwa
5. Bądź słońcem
6. Pójdę prosto
7. Koło mego okna
8. Kamienie
9. Tobie ta pieśń

## Склад гурту
- Тадеуш Налепа — гітара, вокал, гармоніка
- Войцех Моравський — ударні
- Вініціус Хройст — гітара
- Здислав Завадський — бас-гітара